# An Cshangho
An Cshangho (hangul: 안창호, handzsa: 安昌浩, RR: Ahn Chang-ho; Kangszo, 1878. november 9. – Puszan, 1938. március 10.) koreai függetlenségi aktivista és egyike a koreai-amerikai bevándorló közösség első vezetőinek az Amerikai Egyesült Államokban. Dosan álnéven is ismert (도산; 島山 [tosʰan]). Ő alapította a Shinminhoe-t (Új Koreai Közösség), miután 1907-ben visszatért Koreába az USA-ból. Ez volt a legjelentősebb szerveződés, amelyik harcolt Korea japán megszállása ellen. 1913-ban San Franciscóban megalapította a Fiatal Koreaiak Akadémiáját (흥사단; 興士團), valamint 1919-ben alapító tagja volt a Shanghaj székhelyű Koreai Köztársaság Ideiglenes Kormányának. Ahn azon két ember egyike, akikről azt tartják, hogy ők írták a dél-koreai nemzeti himnusz, az Aegukga szövegét. A függetlenségi mozgalomban végzett munkája mellett Dosan át kívánta formálni a koreai nép karakterét és az egész koreai szociális ellátórendszerét. Legfőbb célkitűzései egy átfogó oktatási reform megvalósítása, valamint az iskolák modernizálása voltak. Fia Phillip Ahn, lánya Susan Ahn Cuddy.

## Élete

### Korai évek
Ahn Ch’i-sam néven látta meg a napvilágot a 10. holdhónap 6. napján 1878-ban (Ez megegyezik 1878. november 10-vel, de Dosan 1878. november 9-ét használta születési dátumként az életrajzában), Kangso Pyeongan tartományban. A helység napjainkban Dél-Pyongan néven létezik Észak-Koreában.
Ahn a családneve, chi pedig a generációt jelöli, sam, mivel apjának, Ahn Kyon-jin-nek és anyjának, Hwang-nak harmadik fia volt. Dosan a Sunheung Ahn (순흥안씨; 順興安氏) család leszármazottja. Mikor fiatalon elkezdett nyilvános beszédeket mondani, megváltoztatta a nevét Chang-ho-ra. Az édesapja szintén nevet változtatott: Ahu Kyon-jin-ről AHn Heung-guk-ra, ez feltételezhetően az édesapja neve volt. 1894-ben Ahn Szöulba költözött, ahol 1895-től a Mentsük Meg a Világot iskolába járt (Gusae Hakdang), ami egy presbiteriánus misszió által támogatott iskola volt Szöulban Horace G. Underwood és Rev. F.S. Miller vezetése alatt. Dosant itt térítették át a keresztény hitre. Diákévei alatt Dosan Dr. Oliver R. Avison-nak dolgozott Korea első orvostudományi intézetében, a Jejungwon-ban. Az intézmény később külön kórházzá alakult, ma a Yonsei Egyetem Orvostudományi Központjához tartozik.
2013. november 8-án Dosant Yonsei Egyetem - elismerésül a Gusae Hakdang-on végzett tanulmányi eredményeiért, majd tanársegédi munkájáért - díszdoktorrá avatták. Kitüntetésben részesítették a Jejongwon-ban, valamint a kórházban végzett tevékenységéért is az 1900-as évek elején.

## Kivándorlás az Egyesült Államokba
1902 októberében Ahn a feleségével, Helennel (Hye Ryon Lee) a jobb oktatás reményében San Franciscóba ment. Ők voltak az első koreai házaspár, akik amerikai földön telepedtek le. A King Kojongból való útlevelük száma 51 és 52 volt. Amíg San Franciscóban, Kalifornia államban laktak, Ahn szemtanúja volt, amint két ginzeng árus az utcán vitatkozik azon, ki melyik helyen értékesítheti termékét. Ahnt felzaklatta a tengerentúli honfitársai között megbúvó civilizálatlan viselkedés, ezért eldöntötte, időt szán a helyi koreai diaszpóra megreformálására. Ez olyannyira jól sikerült, hogy Ahn a koreai-amerikai közösség egyik első vezetőjévé vált.
1903-ban megalapította a Barátság Közösséget (Chinmoke Hoe). A szerveződés volt az első az USA-ban, mely kizárólag koreai emberek előtt állt nyitva. 1905. április 5-én megalapította a Kölcsönös Segítségnyújtási Társaságot (MAS) (Kongnip Hyophoe), az első koreai politikai szerveződést az Egyesült Államokban. A MAS végül összeolvadt az Egyesült Koreai Társasággal (Hapsong Hyophoe) Hawaii-n. 1903-ban ebből alakult ki a Koreai Nemzeti Egyesület (Daehan Kungmin Hoe) (대한인국민회; 大韓人國民會), ami a II. világháború végéig a koreai népesség hivatalos képviselője lett az USA-ban.

## Visszatérés Koreába
1926-ban hajóval távozott San Pedróból, Kaliforniából, Dosan Kíbába utazott, és soha nem tért vissza az Egyesült Államokba. Dosan japánellenes mozgalmakor Koreában több mint ötször letartóztatták a japán imperialisták és börtönbe zárták hazafisága és függetlenségi tevékenységei miatt. Először 1909-ben tartóztatták le, mert kapcsolatban állt Itō Hirobumi - koreai kormányzó - halálával, akit Ahn Chung Gun függetlenségi aktivista ölt meg. Dosant sokszor megkínozták és megbüntették aktivista évei alatt. 1932-ben letartóztatták Shanghaiban, Kínában, mert köze volt a Yun Bong-gil bombázáshoz a Hongkew Parkban (1932. április 29.). Ebben az időben kínai állampolgár volt és illegálisan hurcolta vissza a japán rendőrség Koreába.
Dosant elítélték és 5 évre börtönbe zárták Taejon-ban a Japán ?Preservation of Preace? Törvények megsértése miatt. Soha nem adta fel Koreai iránti szeretetét és hűen harcolt az országa szabadságáért.
Sokan úgy vélik, Ahn Chang-ho volt az egyik legfontosabb erkölcsi és filozófiai vezetője Koreának a 20. század folyamán. A válságkor közvetlenül a japán megszállás előtt és közben felhívta a figyelmet a lelki és erkölcsi megújulásra, és hogy az oktatás fontos része a függetlenségi harcoknak és az biztos alapja egy demokratikus államnak.
Dosan szintén szerepelt a függetlenségi mozgalmak gazdasági és katonai részében is.

## Halála és öröksége
1937-ben japán hatóságok letartóztatták Ahn-t, de számos betegségére való tekintettel óvadék ellenében elengedték és a Kyungsung Egyetem kórházába szállították, ahol 1938. március 10-én halt meg. A tiszteletére épült a Dosan Park (도산공원) és csarnok Gangnam-gu-ban, Szöulban. Szintén épült egy emlékmű Riverside belvárosában, Kaliforniában. Családi házát a 36. utcában Los Angelesben felújíttatta a Dél-kaliforniai Egyetem, amelynek a területén áll. Dosan soha nem élt az említett házban.
A szövetségi kormány Diane Watson képviselőnő kérésére Dosan tiszteletére ajánlott egy postát Koreatown-ban, a Harvard és a 6. utca találkozásánál, amit Dosan Ahn Chang Ho állomásnak neveztek el. Ez volt az első szövetségi posta, amit egy ázsiai után neveztek el.
2011-ben az Ellis Island Alapitvány felállított a tiszteletére egy plakettet megemlékezésül Dosan amerikai földre lépésének - melyet Londonból indulva 1911. szeptember 3-án az Ellis- szigeten keresztülhaladva tett meg - 100. évfordulója alkalmából. Glasgow-ból indulva a SS Caledonia fedélzetén hajóval érkezett.
Los Angeles városa elnevezte a Jefferson Bouldvard és a Van Buren Place kereszteződését Dosan Ahn Chang Ho Térnek, továbbá a belvárosban egy fő autópálya csomópont - ahol a 10. és 110. autópálya találkozik- szintén Dosan Ahn Chang Ho nevét viseli.
A takewondo egy fogását Do-San-nak (vagy Dosan) nevezték el a tiszteletére.
2012-ben Ahn posztumusz helyet kapott a Nemzetközi Polgári Jogi Hírességek Sétányán Atlantában, Georgia államban. Phillip Cuddy, az unokája vette át a kitüntetést Dosan nevében az Atlantában megrendezésre kerülő ceremónián.
2013. november 8-án a Yonsei Egyetemen díszoklevelet kapott a tanulmányi eredményeiért és tanársegédi munkásságaiért a Gusae Hakdang-on, valamint a Jejungwon intézetben és a kórházban végzett munkájáért. Dosan ezenkívül rendkívül pozitív hatással volt számos Yonsei és orvostudományi alumni diákra is. Susan Cuddy fia vette át az elismerést Dosan nevében.

## Családja
Felesége: Helen Lee (Yi Hye Ryon), 1884 - 1969
Gyermekei:
Philip Ahn, 1905 - 1978
Philson Ahn, 1912 - 2001
Susan Ahn Cuddy, 1915 - 2015
Soorah Ahn, 1917 -
Ralph Ahn, 1926 - 2022

### Taekwon-Do
Dosan a harmadik forma, más néven hyeong vagy tul a koreai harcművészetben, a Taekwon-Do-ban Nemzetközi Taekwon-Do Szövetség szabályai szerint. A diákoknak megtanítják, hogy a hyeong a “Nagy koreai hazafi és mester, Ahn Chang Ho (1878-1938) fedőneve”. A 24 technikai fogás Ahn egész életét - melyet a koreai oktatás fejlesztésére és a függetlenségi mozgalomnak szentelt- elmeséli.